# Mária Magdolna római katolikus templom (Zalaegerszeg)
A Mária Magdolna templom Zalaegerszeg központjában álló barokk templom.

## Története
A templom helyén már a középkorban is állt kápolna. A mai templom alapkövét 1747-ben (más forrás szerint 1748-ban) rakták le. Az építkezést a város földesura, Padányi Biró Márton veszprémi püspök rendelte el. Az építkezés igen lassan haladt: 1757-ben még csak a szentélyt fedték le. 1769-ben az új püspök, Koller Ignác megrendelte a belső freskódekoráció elkészítését Johann Ignaz Cimbal bécsi festőtől.
1803. július 9-én került sor a templom felszentelésére Harrasi Herzan Ferenc bíboros, szombathelyi püspök által, mert 1777-ben Mária Terézia királynő Zalaegerszeg városát is az újonnan alapított Szombathelyi Egyházmegyéhez csatolta. Az 1826-os nagy zalaegerszegi tűzvész a templom tetőszerkezetét és a toronysisakokat is megrongálta.
1973-74-ben, majd 1998-2012 között Stróber László apátplébános szolgálata alatt az egykori Állami Műemlékhelyreállítási és Restaurálási Központ tervei alapján felújították. A külső felújítás tervezője Wittinger Zoltán építész és dr, Vándor András statikus, a környező park tájépítész tervezője Szabadics Anita volt. A kivitelezési munkákat Ekler Károly végezte. A templom műemléki védelem alatt áll.

## Leírása
A templom szabadon álló, keletelt, egyhajós épület.
Homlokzatát szoborfülkékben álló Szent Mihály, Szent Mária Magdolna, illetve feltámadt Krisztus-szobor, valamint három kőfaragvány: középen Isten szeme, kétoldalt Padányi és Koller püspökök címere ékesítik. A két 44 méter magas torony között nyugszik az orgonakarzat.
A templom hajója kétoldalt három-három oldalkápolnával egészül ki, melyek oltárképei Loyolai Szent Ignácot, Szent István királyt, Krisztus keresztrefeszítését, Szűz Máriát, Nepomuki Szent Jánost és Árpád-házi Szent Erzsébetet ábrázolják. A Szent István oltárnál áll Zalaegerszeg legrégibb műemléke, a 17. században készített Pieta-szobor. A szentély északi oldalát keresztelőkápolnával, a délit sekrestyével bővítették. Felettük imaterem (oratórium) található, a templomba nyíló ablakokkal.
A templom belső terét keresztény szimbólumokat és Mária Magdolna életének jeleneteit ábrázoló freskók díszítik. A templom XVIII. századi berendezései közül kiemelkedik a szószék melletti, csavart oszlopokkal díszített stallum, melynek hátsó falán a feltámadt Üdvözítő szobra áll egy szoborfülkében.
A templom mellett északon egy 18. századi barokk Szent Flórián szobor, délen egy copf stílusú Szentháromság szobor látható. Itt állították fel 1998-ban Mindszenty József hercegprímásnak a bronzszobrát is, aki 1919 és 1944 között volt a templom plébánosa.